# Monteiroa ptarmicifolia
Monteiroa ptarmicifolia är en malvaväxtart som först beskrevs av St.-hil. och Naud., och fick sitt nu gällande namn av Antonio Krapovickas. Monteiroa ptarmicifolia ingår i släktet Monteiroa och familjen malvaväxter. Inga underarter finns listade i Catalogue of Life.